# Amarilly of Clothes-Line Alley
Amarilly of Clothes-Line Alley is een stomme film uit 1918 onder regie van Marshall Neilan. De film is geïnspireerd op het boek van Belle K. Maniates.

## Verhaal
Amarilly is een jonge vrouw uit de middenklasse. Ze heeft een relatie met de arme Terry. Ondanks dat ze gelukkig is, dumpt ze Terry voor Gordon, omdat hij rijk is. Ze zal moeten kiezen welk leven ze liever wil...

## Rolverdeling
| Acteur        | Personage             |
| ------------- | --------------------- |
| Mary Pickford | Amarilly Jenkins      |
| William Scott | Terry McGowen         |
| Kate Price    | Mrs. Americus Jenkins |
| Norman Kerry  | Gordon Phillips       |
| Ida Waterman  | Mrs. David Phillips   |
| Tom Wilson    | 'Snitch' McCarthy     |